# Greg Edmonson
Greg Edmonson jest kompozytorem muzyki do seriali telewizyjnych, filmów oraz gier komputerowych. Jest on znany przede wszystkim ze skomponowania ścieżki dźwiękowej do serialu Firefly oraz serii gier na konsolę PlayStation 3 Uncharted.

## Dyskografia

### Filmy
- Turn of the Blade (1994)
- Science Fiction: A Journey Into the Unknown (1994)
- Last Lives (1997)
- Martian Law (1998)
- Frog and Wombat (1998)
- Undercover Angel (1999)
- Blue Ridge Fall (1999)
- Gary the Rat (2000)
- Luckytown (2000)
- Fast Women (2001)
- Miss Castaway and the Island Girls (2004)
- Sweet Union (2004)
- My First Christmas Tree (2007)
- Skyrunners (2009)
- Montana Amazon (2011)

### Seriale telewizyjne
- Cop Rock (1990)
- Masters of the Maze (1994-1995)
- King of the Hill (1997–2009)
- Firefly (2002–2003)
- F.L.I.P. Mysteries: Women on the Case (2008)

### Gry komputerowe
- Uncharted: Fortuna Drake’a (2007)
- Uncharted 2: Pośród złodziei (2009)
- Uncharted 3: Oszustwo Drake’a (2011)

## Awards
| Rok  | Nagroda                                     | Kategoria                                             | Praca                                    | Rezultat  |
| ---- | ------------------------------------------- | ----------------------------------------------------- | ---------------------------------------- | --------- |
| 1991 | Nagroda Emmy                                | Outstanding Achievement in Music and Lyrics           | Cop Rock („Oil Of Ol'Lay”)               | Nominacja |
| 2007 | Academy of Interactive Arts & Sciences      | Outstanding Achievement in Original Music Composition | Uncharted: Fortuna Drake’a               | Nominacja |
| 2007 | Hollywood Music In Media Award              | Best Original Score – Video Game                      | Uncharted: Fortuna Drake’a               | Nominacja |
| 2009 | Academy of Interactive Arts & Sciences      | Outstanding Achievement in Original Music Composition | Uncharted 2: Among Thieves               | Wygrana   |
| 2009 | British Academy of Film and Television Arts | Best Original Score                                   | Uncharted 2: Among Thieves               | Wygrana   |
| 2009 | British Academy of Film and Television Arts | Best Use of Audio                                     | Uncharted 2: Among Thieves               | Wygrana   |
| 2009 | Game Audio Network Guild                    | Music of the Year                                     | Uncharted 2: Among Thieves               | Wygrana   |
| 2009 | Game Audio Network Guild                    | Best Soundtrack Album                                 | Uncharted 2: Among Thieves               | Nominacja |
| 2009 | Game Audio Network Guild                    | Best Interactive Score                                | Uncharted 2: Among Thieves               | Nominacja |
| 2009 | Game Audio Network Guild                    | Best Original Instrumental Song                       | Uncharted 2: Pośród złodziei – „Reunion” | Wygrana   |
| 2009 | Hollywood Music In Media Award              | Best Original Score – Video Game                      | Uncharted 2: Among Thieves               | Nominacja |